# Dopravný podnik mesta Košice

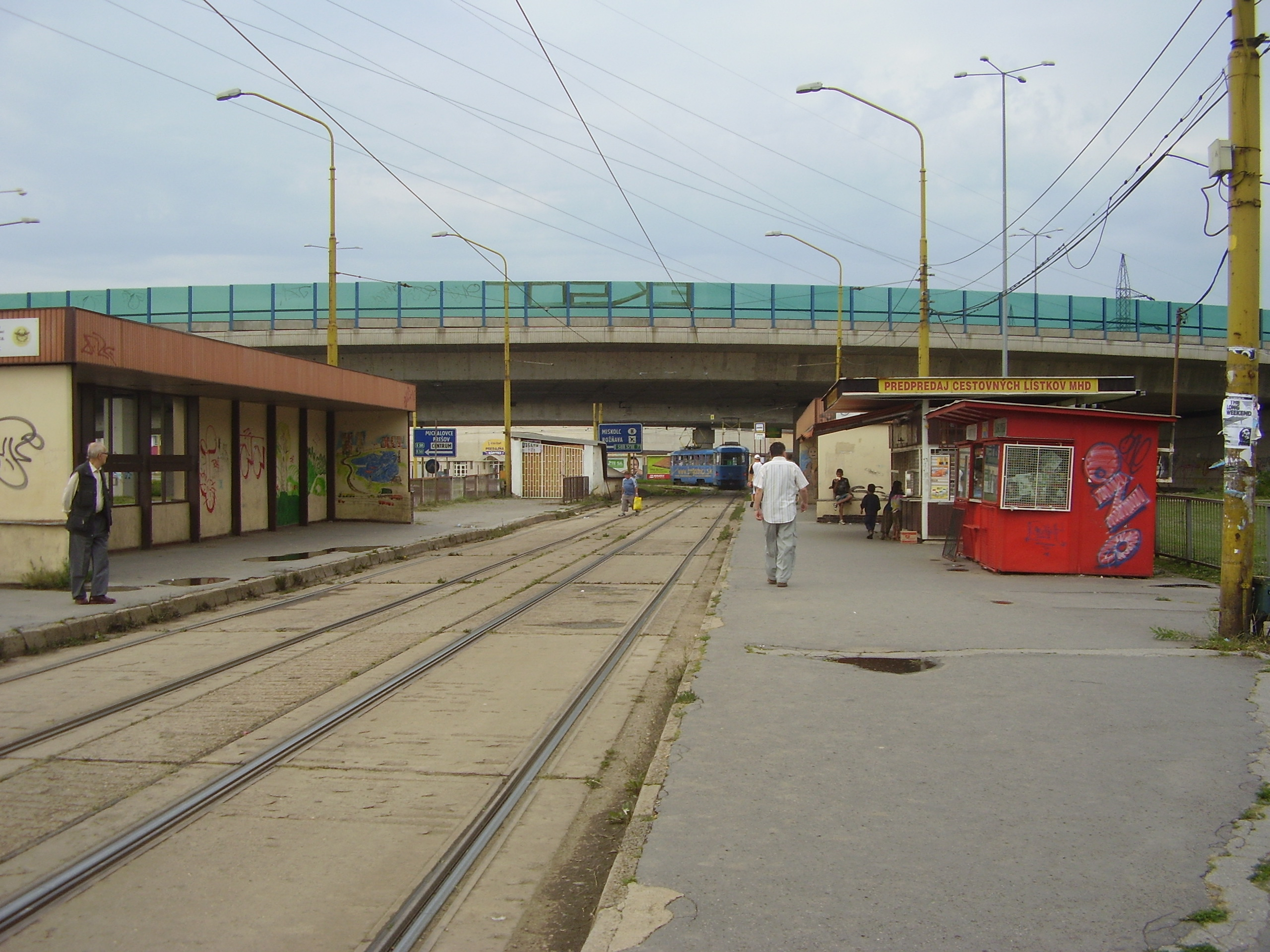
Tramvajová trať Nad Jazerom – centrum u zastávky Levočská

Dopravný podnik mesta Košice, akciová spoločnosť (DPMK; česky Dopravní podnik města Košice) je akciová společnost, která provozuje městskou hromadnou dopravu v Košicích. V současnosti DPMK provozuje 69 linek pravidelné městské hromadné dopravy.

## Historie
DPMK vznikl transformací státního podniku na akciovou společnost, která byla založena 25. 4. 1994 na základě rozhodnutí městského zastupitelstva na 25. zasedání 26. a 27. srpna 1993. Dopravní podnik vznikl 11. ledna 1995 pod názvem Dopravné podniky mesta Košice. K přejmenování na současný název došlo dne 17. dubna 1999.
Dopravní podnik města Košice je pokračovatelem provozu nejstarší městské hromadné dopravy na Slovensku. Již v roce 1891 byla v Košicích provozována kolejová doprava, která byla plně elektrifikována v roce 1914. V roce 1950 začal podnik provozovat i autobusy a od roku 1993 trolejbusy.

## Autobusová doprava

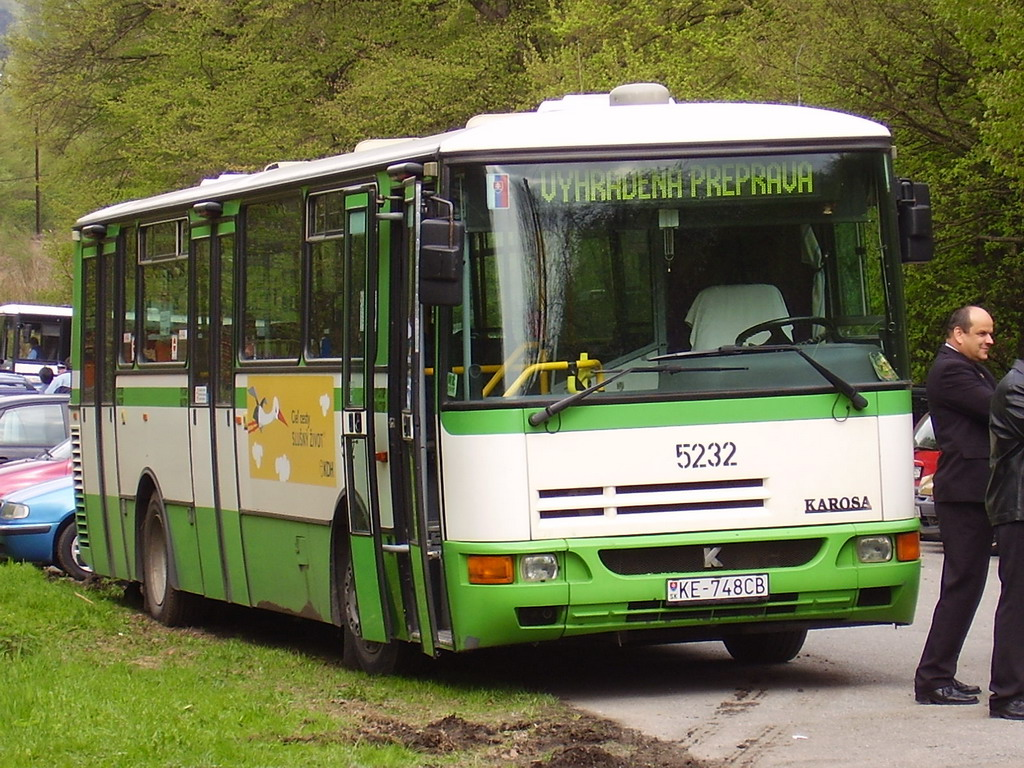
Autobus Karosa B 932E

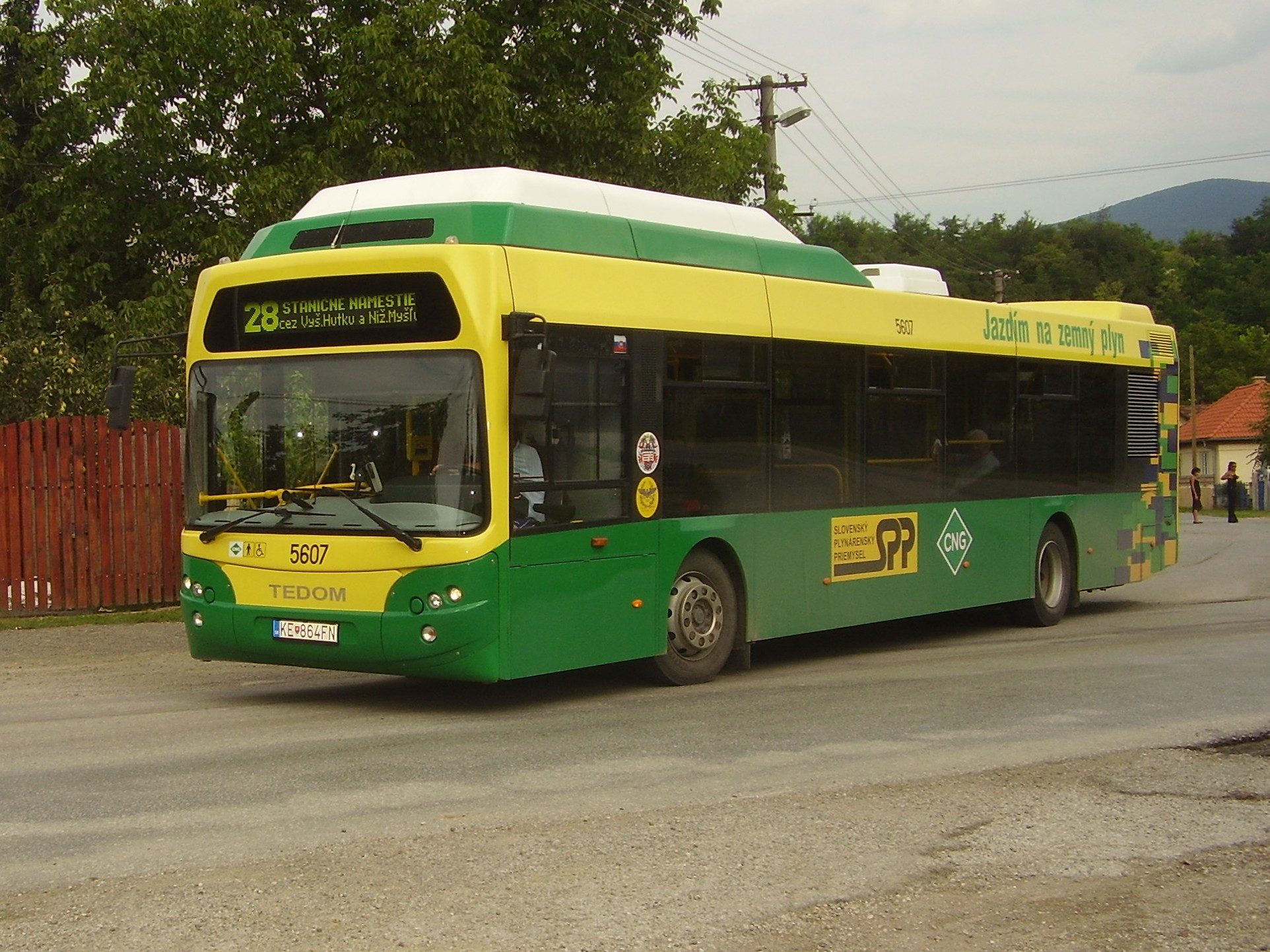
Autobus TEDOM C 12 G v Nižné Myšli

Autobusová doprava je v Košicích provozována od poloviny 20. století. Vozový park se v současnosti obnovuje, starší vozidla se vyřazují nebo rekonstruují, nakupují se nová vozidla. Momentálně je v provozu více typů autobusů, konkrétně:
- Solaris Urbino 12
- Solaris Urbino 15
- Solaris Urbino 18
- Irisbus Citelis 18M CNG
- Iveco First FCLLI
- SOR NB 12 City
- SOR NB 18 City
- SOR BN 9,5
- SOR EBN 10,5
- SOR EBN 11
- SOR NSG 12
- SOR NSG 18

## Tramvajová doprava

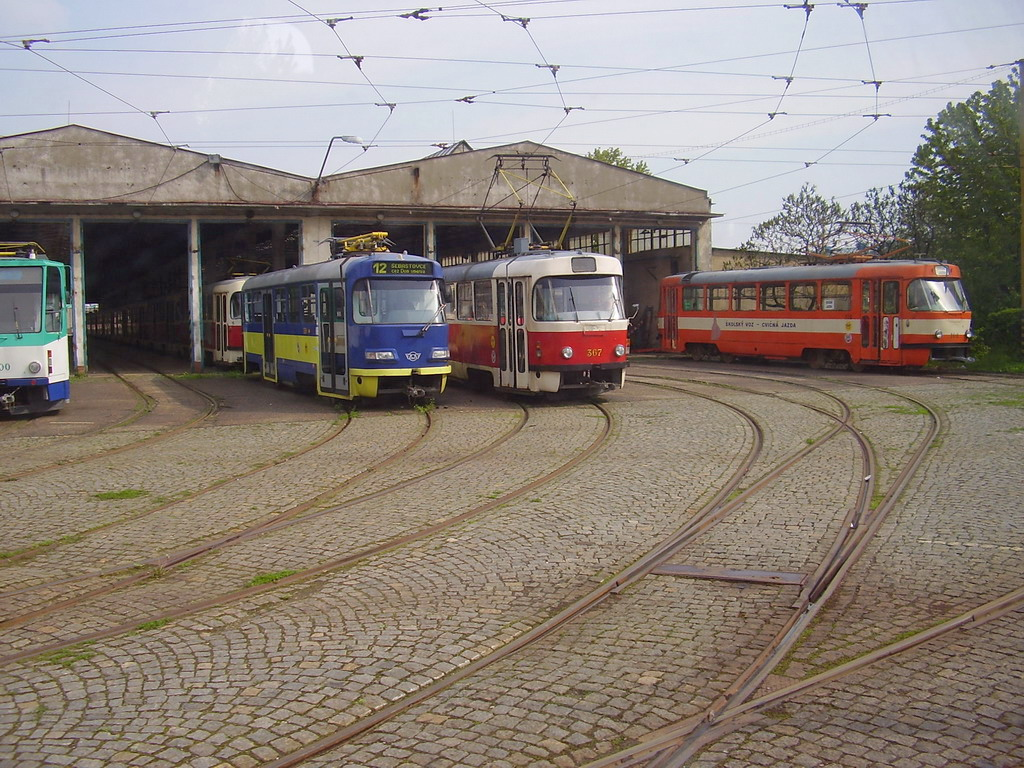
Tramvaje v košické vozovně

Tramvajová doprava se na Slovensku kromě Košic a Bratislavy nikde jinde nevyužívá. Pouze v Košicích mají městské kolejové dráhy rozchod 1435 mm (tzv. normální rozchod), což dává předpoklady k propojení městských drah a železnice, které se má uskutečnit v blízké budoucnosti. Dopravní podnik města Košice provozuje jedinou tramvajovou rychlodráhu na Slovensku. V minulosti probíhala rekonstrukce vozidel Tatra KT8D5 na částečně nízkopodlažní model KT8D5R.N2. V současnosti podnik obnovuje svůj vozový park nízkopodlažními tramvajemi VarioLF2 plus. DPMK provozuje na 16 tramvajových linkách tato vozidla:
- Tatra T6A5 (29 vozidel)
- Tatra KT8D5 (11 vozidel)
- Tatra KT8D5R.N2 (8 vozidel)
- VarioLFR.S (1 vozidlo)
- VarioLF2 plus (46 vozidel)

## Trolejbusová doprava

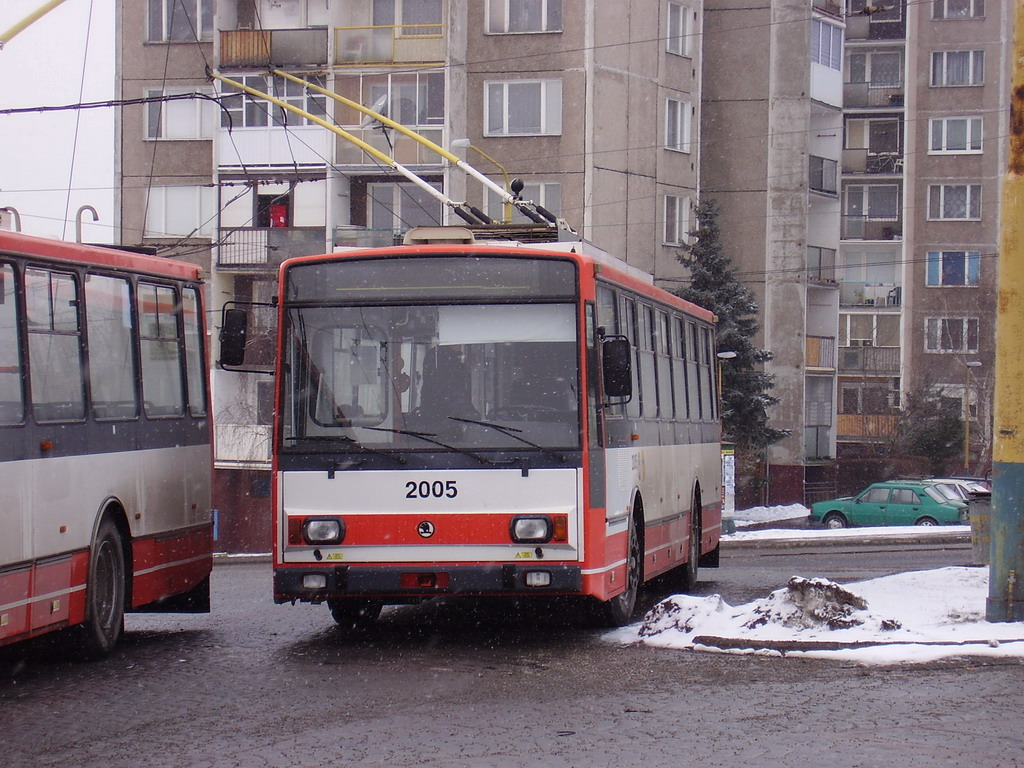
Trolejbus typu Škoda 14TrM

DPMK provozuje trolejbusy od roku 1993. Trolejbusová doprava v Košicích stagnuje. Postupně dochází k likvidaci technicky nevyhovujících trolejbusů, které na linkách nahrazují kloubové autobusy SOR NB 18. Dopravní podnik nepočítá s nákupem nových vozů ani rekonstrukcí trolejového sítě. Primárně se snaží obnovit autobusový a tramvajový vozový park, trolejbusová dopravu plánuje obnovit až jako poslední. Od 30. ledna 2015 je trolejbusová doprava "dočasně utlumená" a na trolejbusových linkách jezdí výhradně autobusy. Současný vozový park tvoří vozy:
- Škoda 14TrM (1 vozidlo; v současné době odstaveno)
- Škoda 15Tr (2 vozidla; 1 v současné době odstaveno)